# Wii Party
Wii Party (Wii パーティ, Wii Pāti) est un jeu vidéo de type party game développé par Nd Cube et édité par Nintendo sur Wii. Il fait partie de la série de jeux Wii. Il est sorti le 8 juillet 2010 au Japon et le 8 octobre 2010 en Europe. Le jeu est jouable jusqu'à 4 joueurs, et 70 mini-jeux sont disponibles.
Wii Party fait partie des rares jeux à être commercialisé dans une offre groupée incluant une Wiimote. Vendu aux alentours de 40 €, soit le même prix qu'une Wiimote ordinaire, il s'agit d'un argument de vente important.
Dans ce jeu, il est possible d'incarner un Mii choisi par le joueur, trouvable sur la Chaîne Mii, ou utiliser des Mii aléatoires (invité)

## Contenu
Wii Party propose 13 modes de jeux différents divisés en 4 catégories : jeux de société, jeux de salon, jeux en duos et mini-jeux.

### Jeux de société
Il s'agit de jeux dans lesquels jusqu'à 4 joueurs différents s'affrontent les uns contre les autres.

#### Île aux défis
Ce mode de jeu est similaire au jeu de l'oie et se déroule au temps des dinosaures. Le but est d'être le premier à arriver au sommet de l'île, 73 cases plus loin que le départ. Au début de chaque tour, les joueurs participent à un mini-jeu. La position des joueurs dans le classement déterminera non seulement l'ordre de passage, mais également l'attribution de dés bonus. En plus du dé classique, le joueur en première position reçoit un dé en or numéroté de 1 à 6, le second reçoit un dé en argent numéroté de 1 à 3 et le troisième, un dé en bronze qui ne possède que des faces « 1 » et « 2 ». Le dernier ne reçoit qu'un dé classique. Le résultat obtenu sur ce dé bonus s'ajoute à celui du dé normal. En cas d'égalité entre plusieurs joueurs dans un mini-jeu, ceux qui sont concernés lancent un dé et le score le plus élevé l'emporte. Si un joueur fait un double (deux chiffres identiques), il lance un dé supplémentaire. Il y a plusieurs types de cases, qui peuvent provoquer différents événements (jeux de hasard, mini-jeux supplémentaires...). Arrivé à un certain point du jeu, c'est le joueur en dernière position qui choisit le mini-jeu de chaque tour. Lorsqu'un joueur arrive au bout du parcours, il doit lancer le dé et faire un 6 pour gagner. S'il échoue, il devra recommencer à chaque tour, jusqu'à ce qu'il obtienne au moins 6 avec un dé classique ou l'addition d'un dé classique et d'un dé bonus.

##### Cases
- Case -4 : Elle est de couleur rouge et vous fait reculer de 4 cases si vous tombez dessus.
- Case +4/+5/+6 : Elle est de couleur bleue et vous fait avancer de 4, 5, ou 6 cases.
- Case « Golem de Pierre Bleu » : Cette case bleue propulse le joueur loin devant. Elle est disponible deux fois, de part et d'autre de la case « Tête de Mort ».
- Case « Golem de Pierre Rouge » : Cette case est identique à son "frère" en propulsant le joueur non pas loin devant, mais loin derrière. Elle est également unique sur le plateau.
- Case Volcan : Lorsqu'un joueur tombe sur cette case, une pluie de météores s'abat sur le plateau, transformant alors toutes les cases spéciales du plateau en cases -4.
- Case « Ptérodactyle et Tyrannosaure » : Lancez le dé et avancez avec le Ptérodactyle (faces bleues) ou reculez avec le Tyrannosaure (faces rouges).
- Case Tornade : Lancez les dés (joueur et nombre de cases) et faites reculer un joueur de 4, 5, ou 6 cases. La tornade n'a aucun effet sur les joueurs qui se trouvent dans le volcan.
- Case Soucoupe Volante : Lancez le dé et changez de place avec un joueur. Ne sont pas concernés les joueurs se trouvant dans le volcan ou sur la même case de celui qui a déclenché l'événement.
- Case Tête de Mort : Tombez sur cette case et vous serez téléporté dans le volcan. Vous devrez ensuite remonter le parcours afin de revenir sur le plateau principal.
- Case Sortie : Présente dans le volcan, permet au joueur d'en sortir.

#### Globe-Trotter
Dans ce mode de jeu, les joueurs se déplacent sur le globe terrestre en retournant des cartes lorsque c'est leur tour. Au début, les joueurs reçoivent 10 pièces. Leur but est de se rendre aux destinations indiquées sur les différents continents (Europe, Amérique, Asie, Afrique et Océanie) pour y prendre des photos-souvenir en échange de 10 pièces. Chaque tour commence par un Mini-Jeu, qui détermine l'ordre de passage ainsi que le nombre de pièces que chaque joueur reçoit : 10 pour le premier, 5 pour le deuxième, 3 pour le troisième et 1 pour le quatrième. Un tirage au sort aux dés permet de départager les joueurs à égalité. Chaque joueur dispose de 5 cartes, et doit piocher l'une d'elles. Les cartes face cachée font avancer le joueur d'un nombre de cases compris entre 1 et 3. Certaines cases peuvent provoquer divers évènements, et il est possible de se procurer des cartes Véhicule qui restent toujours face visible et qui peuvent être utilisées par le joueur à la place d'une carte normale. Une fois que 10 tours de jeu ont eu lieu, la partie continue jusqu'à ce que quelqu'un achète une photo-souvenir, ou bien après 10 tours supplémentaires. La dernière photo-souvenir obtenue compte double. Le joueur qui a le plus de photos-souvenirs et le plus d'argent à la fin du jeu l'emporte.

##### Cases
- Case Magasin  : Cette case vous permet d'acheter des cartes Véhicule (taxi, avion, train, hélicoptère et montgolfière), permettant au joueur de se déplacer sur de plus grandes distances et rallier plus facilement les destinations souvenir. Les cases véhicules se situant sur des destinations sont remplacées par des Cases Destination.

- Case Surprise : Tombez sur cette case et déclenchez un événement pouvant bouleverser le cours de la partie ! Les principaux événements pouvant affecter le joueur sont la perte ou le gain de pièces ou de cartes Véhicule, le changement de place d'un ou de tous les joueurs sur le plateau, ou encore l'apparition soudaine de cartes Montgolfière !

- Case Train : Cette case vous permet d'obtenir une carte Train gratuite (déplacement de 4, 5 ou 6 cases).

- Case Petit Boulot : Lancez la roulette et gagnez soit 1, 2, 3, 5, 8 ou 10 pièces !

- Case Mini-Jeu 1 contre 3 : Cette case déclenche un Mini-Jeu 1 contre 3 opposant celui qui est tombé sur la case aux trois autres. Si le joueur seul gagne, il obtient 15 pièces. Sinon, ce sont les trois autres qui récupèrent 5 pièces chacun.

- Case Aéroport : Décollez à bord d'un avion et atterrissez sur l'un des trois aéroports du plateau (États-Unis, Finlande, Hong Kong) pour 5 pièces.

- Case Port : Embarquez à bord d'un bateau et naviguez d'un port à l'autre du plateau (Afrique du Sud, Nouvelle-Zélande, Panama) pour 5 pièces.

- Case Destination : Rejoignez ces cases et dépensez 10 pièces contre une photo-souvenir ! Attention toutefois, si vous tombez dessus sans avoir 10 pièces, vous ne pourrez pas obtenir de photo et vous resterez sur la case. De plus, si vous êtes téléporté sur celle-ci alors que ce n'est pas votre tour de jouer, l'effet sera le même.

- Case Départ : Si, au cours de la partie, un joueur revient sur la case Départ, une carte Véhicule lui est aléatoirement attribuée .

##### Cartes
- Carte Standard : Avancez aléatoirement d'1 à 3 cases, ces cartes étant toujours disposées face cachée.

- Carte Train : Empruntez le train et avancez de 4, 5 ou 6 cases. Elles sont disponibles pour 5 pièces en magasin ou bien en tombant soit sur une case Train, soit à la case Départ.

- Carte Hélicoptère : Montez à bord d'un hélicoptère et avancez de 8 cases. Utile pour parcourir de grandes distances. Vous pouvez vous procurer ces cartes pour 10 pièces en magasin ou bien en tombant sur la case Départ.

- Carte Montgolfière : Déplacez-vous de 3 à 8 cases en volant en montgolfière. Vous pouvez acheter ces cartes pour 5 pièces en magasin ou tomber simplement sur la case Départ pour en obtenir une. Et si vous êtes chanceux, vous pouvez en acquérir cinq d'un coup si la roulette s'arrête sur vous, déclenchée via une case Surprise, par le biais d'un autre joueur.

- Carte Taxi : Prenez le taxi et avancez au choix entre 1 et 3 cases. Pratique lorsque vous êtes proche d'une destination. Cette carte est disponible pour 10 pièces en magasin ou bien en tombant sur la case Départ.

- Carte Avion : Embarquez à bord d'un avion et rejoignez gratuitement un des trois aéroports du plateau. Cette carte est adaptée pour changer rapidement de continent. Elle est disponible soit pour 10 pièces en magasin, soit en tombant sur la case Départ.

- Carte Super Mii : Envolez-vous vers la destination de votre choix grâce à cette carte. Elle est uniquement procurable en magasin et coûte 20 pièces.

#### Trio de Mii
Dans ce jeu, le but est de former deux rangées de trois Mii portant les mêmes couleurs. Chaque joueur choisit à tour de rôle un Mii parmi les quatre situés sur la rangée du milieu, sachant que deux d'entre eux ont leur couleur visible (Mii normal) ou leur symbole visible (Mii Spécial), tandis que les deux autres sont masqués par un point d'interrogation, pour l'échanger avec l'un des leurs. Si le Mii que vous avez choisi ne vous plaît pas, vous avez la possibilité de le passer en appuyant sur la flèche orange sur fond blanc en bas de l'écran. Les joueurs participent à un Mini-Jeu au début de chaque tour afin de définir l'ordre de jeu. Si vous réussissez à avoir deux rangées de Mii ayant chacune une couleur identique, vous faites un double trio, qui vaut 6 points, avec des points supplémentaires en fonction de la couleur ou du sexe du Mii (rangée de garçons, rangée de filles, rangée de couleur platine, de la couleur du joueur ou bien une seule même couleur pour les 6 Mii). Une fois que vous avez joué tous les manches du jeu, c'est le joueur ayant le plus de points qui l'emporte. Certains Mii sont particuliers, le joueur pouvant les utiliser à bon escient pour choisir la couleur de son choix, obtenir une nouvelle rangée ou encore voler un Mii à un adversaire.

##### Types de Mii
- Mii Standard : Ces Mii apparaissent face visible sur le plateau. Ils peuvent être de six couleurs différentes (bleu, rouge, vert, jaune, violet ou platine)
- Mii Arc-en-ciel : Ce Mii peut apparaître face visible tout comme face cachée sur le plateau. En cliquant dessus, le joueur peut choisir n'importe quelle couleur (sauf platine).
- Mii Remplaçant : Face cachée ou bien face visible, cliquez sur ce Mii qui prendra la place d'un autre parmi les rangées de vos adversaires, que vous récupérerez dans vos propres rangées. Avantageux lorsque la couleur que vous convoitez ne se trouve pas dans la rangée centrale.
- Mii Échangeur : Face cachée comme face visible, sélectionnez ce Mii pour remplacer une de vos rangées qui ne vous convient pas par une nouvelle rangée. Avec un peu de chance vous obtiendrez la couleur que vous recherchez.

#### Roue de la chance
Dans ce jeu, le but est de tourner la roue et d'amasser le plus d'argent possible enregistré dans la banque. Pour commencer, tous les joueurs reçoivent un capital de 500 pièces et la banque est initialement remplie de 500 pièces également. À chaque tour, les joueurs tournent la roue à tour de rôle. Les cases de la roue peuvent avoir différents effets: gain ou perte de pièces, ajout de pièces dans la banque, lancer de roue pour tenter de remporter la banque, etc. Les cases provoquant des Mini-Jeux à 4 joueurs ou à 1 contre 3 permettent au gagnant de remporter l'intégralité des pièces en banque. En cas d'égalité entre 2 ou 3 joueurs, ou si l'équipe des trois gagne à 1 contre 3, la banque est partagée équitablement entre les joueurs concernés. Par contre, si tout le monde est à égalité, personne ne remporte la banque. Au début du cinquième tour, la roue est modifiée une première fois avec de nouvelles cases, et la banque reçoit plus de pièces lorsqu'elle est vide. Cette situation se reproduit également au début du huitième tour, avec une nouvelle règle ajoutée, permettant au joueur ayant le moins de pièces de choisir les Mini-Jeux à 4 joueurs parmi les trois qui lui sont à chaque fois proposés. Après 10 tours de jeu, la roue change une dernière fois et la partie continue jusqu'à ce que la banque soit remportée, ou bien après 10 tours supplémentaires. À la fin, le joueur ayant le plus d'argent l'emporte.

##### Cases
- Case Pièces +300 : Octroie 300 pièces au joueur.
- Case Pièces -300/ -1/2 : Abdique 300 ou la moitié des pièces que possède le joueur.
- Case Banque +500/+600/+800 : Verse 500, 600 ou 800 pièces dans la banque.
- Case Banque x2/x3 : Multiplie le solde de la banque par 2 ou par 3.
- Case Mini-Jeu 4 Joueurs : Déclenche un Mini-Jeu chacun pour soi ou les joueurs s'affrontent pour remporter la banque.
- Case Mini-Jeu 1 Contre 3 : Un joueur affronte les trois autres dans un Mini-Jeu seul contre tous dans le but de remporter la banque.
- Case Mini-Jeu 1 Contre 1 : Déclenche un Mini-Jeu dans lequel deux joueurs se mesurent l'un à l'autre. Le gagnant prend au perdant la moitié de ses pièces.
- Case Chance : Le joueur qui tombe sur cette case a la possibilité de rafler la banque en lançant la roue.
- Case 1/2 : Déclenchée par la case Chance, cette case vous permet de récupérer la moitié des sous que contient la banque.
- Case Gain : Également déclenchée par la case Chance, cette case vous fait rafler le jackpot !

#### Bingo
Dans ce jeu, chaque joueur choisit une carte bingo avec 16 visages de Mii dessus. Le but est de cocher des Mii au fur et à mesure jusqu'à obtenir une ligne verticale, horizontale ou diagonale. Il y a deux types de boules dans la machine : les boules Mii et les boules Mini-Jeu. Si une boule Mii tombe, cochez simplement le Mii correspondant sur votre carte. Si une boule Mini-Jeu tombe, vous jouerez à un Mini-Jeu 4 joueurs où le vainqueur peut alors cocher un Mii de son choix sur sa carte. Veillez toutefois à ne pas cocher un Mii se trouvant aussi sur les cartes de vos adversaires si vous ne voulez pas qu'ils remportent la partie ! Le premier joueur à compléter une ligne fait un "bingo" et est désigné vainqueur de ce jeu.

### Jeux de salon
Ce mode propose des activités dans lequel les joueurs doivent interagir physiquement avec la Wiimote.

#### Cris en folie
Dans ce jeu, le but est de reconnaître des cris émis par les différentes télécommandes Wii que vous possédez. Tout d'abord, vous disposez vos télécommandes Wii côte à côte sur une surface plane qu'est le sol ou une table par exemple. Ensuite, vous devez trouver quelle télécommande Wii émet le son de l'animal présent sur votre écran. Celui qui trouve la bonne télécommande Wii appuie alors sur son Mii pour lui attribuer un point et le jeu continue jusqu'à ce qu'un des joueurs est trouvé le nombre de cris qu'il faut. Parfois, il arrive, pour accentuer l'ambiance, que les cris émis par la télécommande Wii soient des cris de Mii comme des éternuements... Le vainqueur est le joueur ayant trouvé le nombre de cris indiqués à l'écran.

#### Cache-cache
Ce jeu consiste à cacher des télécommandes Wii dans la pièce où vous vous trouvez et de les retrouver ensuite. Tout d'abord, un joueur est désigné cacheur et tous les autres joueurs sont les chercheurs. Dans un premier temps, les chercheurs se couvrent les yeux ou quittent la pièce pour permettre au cacheur de dissimuler les télécommandes Wii dans la pièce. Le cacheur a plusieurs secondes pour dissimuler les télécommandes dans la pièce en évitant de les endommager, sachant qu'il doit appuyer sur le bouton A de chaque télécommande Wii une fois qu'il les a dissimulées. Dans un second temps, les chercheurs entrent dans la pièce ou se découvrent les yeux et ont 80 secondes pour trouver le plus de télécommandes Wii possibles sachant que chaque télécommande Wii émet un son toutes les 10 secondes. Lorsqu'une télécommande Wii est trouvée par un joueur, ce dernier doit appuyer sur le bouton A de celle-ci pour valider sa quête. À chaque tour, c'est un nouveau cacheur qui est désigné, et ainsi de suite jusqu'à la fin du jeu. À la fin du jeu, le joueur ayant le plus de points l'emporte.

#### Tic-tac-boum!
Dans ce jeu, le but est de se passer la télécommande Wii en un laps de temps donné et de ne pas faire exploser la bombe.
Tout d'abord, quels que soient le nombre de joueurs, ce jeu ne se joue qu'avec une seule télécommande Wii qui joue le rôle d'une bombe. Les joueurs doivent se passer la télécommande Wii en restant appuyé sur un bouton donné et de la secouer le moins possible. Le joueur qui fait secouer la télécommande Wii ou qui lâche le bouton trop tard fait exploser la bombe et perd le jeu.

#### Tic-tac... réponse!
Jouable de 2 à 4 joueurs. Dans ce jeu qui est une variante de celui du dessus, le but est de se passer la télécommande Wii en citant un mot en rapport avec un thème précis. Tout d'abord, comme le jeu précédent, il ne se joue qu'avec une seule télécommande Wii. Un thème est choisi au hasard (types de couleurs, choses de couleur, départements, mots commençant par telle lettre, etc.) parmi les 4 proposés. Le premier joueur énonce à haute voix un mot en rapport avec le thème et appuie sur A pour valider, il le passe ensuite au joueur suivant, qui doit faire la même chose, sauf s'il pense que le premier joueur a donné une réponse erronée et appuie alors sur le bouton 2 pour lui redonner la télécommande Wii, il devra alors donner un autre mot que le précédent. La bombe réduit son compte à rebours au fur et à mesure que l'on avance dans le jeu. Le joueur qui ne répond pas dans le temps imparti perd.

#### Quiz entre amis
Ce jeu se joue à 3 ou 4 joueurs. Tout d'abord, un joueur principal est désigné et répond discrètement à une question puis les autres joueurs doivent répondre à leur tour et essayer de trouver la même réponse que le joueur principal. Pour chaque réponse correspondant à celle donnée par le joueur principal, les autres joueurs remportent un certain nombre de points. Le joueur ayant le plus de points à la fin du questionnaire remporte la partie. À noter que le joueur principal n'entre pas en compétition  avec les autres joueurs, par conséquent, il ne peut pas remporter la partie et fait juste office de « joueur de référence ».

### Jeux en duo
Ce sont des jeux spécialement conçus pour êtres joués à deux, soit en coopération, soit l'un contre l'autre.

#### Test d'amitié
Dans ce jeu, vous devez répondre à cinq questions avec votre partenaire (amis, famille, etc.) pour découvrir si vous avez les mêmes goûts ou points communs avec lui/elle. Utilisez la croix directionnelle (+) pour répondre aux questions. Une fois que vous avez répondu aux cinq, un Mini-Jeu à 2 en équipe se déclenche. Réalisez une bonne performance pour augmenter vos chances d'avoir un bon score et déterminer dans quel type de relation vous êtes !

#### Oh du bateau!
Essayez de placer 20 Mii sur le bateau sans qu'il ne chavire. Les Mii peuvent être de tailles différentes (petit, moyen ou grand). Réussissez efficacement les Mini-Jeux et travaillez en équipe pour remporter la victoire!

#### Paires de Mii!
Dans ce jeu, vous devez tester votre mémoire en formant des paires de Mii. Sélectionnez-en un sur la Grande Place et choisissez-en un second. Si les deux correspondent, vous gagnez des points et pouvez en choisir deux autres. Sinon, la main passe au joueur suivant. Remportez les Mini-Jeux pour obtenir une seconde chance de jouer si vous vous trompez une fois.

### Mini-Jeux
Dans cette catégorie, plus de 80 mini-jeux différents sont disponibles, se jouant de 1 à 4 joueurs simultanément.
Il existe cinq modes de jeu différents, permettant d'exploiter sous différents angles les nombreux mini-jeux disponibles. Les voici :

#### Libre (1-4 joueurs)
Choisissez un mini-jeu parmi tous ceux proposés dans Wii Party. Ils sont répartis en différents types (4 joueurs, 1 contre 3, 1 contre 1 et enfin 2 en équipe). Amusez-vous bien !

#### Bataille (1-4 joueurs)
Affrontez votre ou vos adversaires pour être le premier à remporter un nombre défini de mini-jeux.
Notez que deux ou trois joueurs peuvent remporter à égalité le même mini-jeu, sans que celle-ci ne soit départagée. Celui ou celle obtenant le plus de victoires gagne !
Vous pouvez jouer en 1 contre 1 où à 4 joueurs, avec 3 où 5 victoires à remporter pour gagner.

#### Solo (1 joueur)
Un défi de mini-jeux en solo. Choisir le bon parcours peut faire toute la différence et vous permet de vous exercer au différents Mini-Jeux, la difficulté de l'IA augmentant de manière croissante. 
Trois parcours sont disponibles : Débutant (5 stages, facile) ; moyen (10 stages, intermédiaire) ; expert (50 stages, difficile). Terminez le stage Débutant pour débloquer le stage Intermédiaire puis terminez celui-ci pour débloquer le stage Expert.

#### Défis (1-4 joueurs)
Un ensemble de mini-jeux ardus. Certains peuvent sembler familiers, mais méfiez-vous quand même.
Certains défis ne sont jouables qu'en solo, d'autres seulement à 2 joueurs, tandis que d'autres jusqu'à 4 joueurs. Les voici :
- Panique Générale (1 joueur) : Sur un plateau quadrillé, guidez chaque Mii vers la maison correspondant à sa couleur ainsi que les chiens à leur niche. Vous perdez des cœurs si des Mii tombent dans le vide.

- Mii Arroseurs (1 joueur) : Placez chaque Mii sur le plateau pour qu'il ramasse un arrosoir et fasse fleurir les plantes. Des obstacles peuvent être présents sur le plateau, alors veillez à bien placer les Mii afin qu'ils puissent remplir leur objectif ! Il y a en tout 30 stages, la difficulté augmentant de façon croissante.

- Chasse aux trèfles (1 joueur) : Dans chaque tableau, trouvez les objets (trèfles, poissons, dés, coccinelles, etc.) qui sont légèrement différents des autres. Une surprise vous attend sur les derniers tableaux, sachant qu'il en existe six types, répartis en trente stages.

- Pluie de Cadeaux (1 joueur) : Une version différente du Mini-Jeu d'origine. Ici, vous devez faire tenir en équilibre votre pile de cadeaux le plus longtemps possible, tout en ne vous laissant pas déstabiliser par les bourrasques de vent ou les fréquents passages de camions, de vélos ou de voitures. Jusqu'à combien de temps serez-vous capable de jouer les équilibristes ?

- Parcours Synchro (2 joueurs) : Ce défi ressemble au Mini-Jeu originel, sauf que vous devez enchaîner 10 stages (parcours différents) ! Courez ensemble le long du chemin pour atteindre l'arrivée et gagner 30 secondes de plus au niveau suivant. Attention à ne pas tomber ! Plus vous terminerez les stages, plus les parcours seront corsés !

- Dépôt de Bananes (2 joueurs) : Dans ce jeu, vous devez sortir sortir toutes les bananes du dépôt. Les petites caisses peuvent être déplacées facilement tandis que les grosses nécessitent d'être à deux pour pouvoir les déplacer. Il existe 30 stages au total, les premiers sont plus faciles tandis que la difficulté se fera sentir dans les derniers stages !

- Combo 4 (1-4 joueurs) : Dans ce défi, alignez quatre Mii similaires horizontalement ou verticalement pour gagner des points. Vous en gagnez plus si vous réussissez à enchaîner les combos ! Au fur et à mesure, les jauges des Mii se remplissent à droite du tableau. Vous perdez si l'une d'elles déborde ! En mode 1 contre 1 ou 4 joueurs, vous avez 120 secondes pour aligner quatre Mii similaires dans votre zone, sachant que le tableau pivote toutes les 30 secondes. Éliminez les Mii dans les zones adverses pour gagner plus de points. Le joueur qui en a le plus à la fin du temps imparti remporte la victoire !

#### L'intrus (2-4 joueurs)
Le principe de ce jeu est de démasquer le joueur trichant lors des mini-jeux, bénéficiant d'avantages afin de les remporter plus aisément. Des points sont d'abord distribués aux joueurs pour leur performance dans le Mini-Jeu. Ensuite, si l'intrus est démasqué, les autres joueurs reçoivent ses points. Mais si l'intrus n'est pas démasqué, c'est lui qui récupère des points aux autres joueurs. Celui ou celle ayant obtenu le plus de points à la fin de la partie l'emporte !

## Personnages

### Difficultés
Les Difficultés Expert et Maître sont déblocables après avoir gagné une partie respectivement contre l'ORDI en Avancé, puis en Expert.
| Difficulté Débutante - Saburo - Tatsuaki - Haru - Miyu - Andy - Mike - Abby - Jessie - James - Alex - Sarah - Julie - Shohei - Chika - Miguel - Mia - Tommy - Patrick - Gwen - Nelly | Difficulté Moyenne - Hiroshi - Shouta - Yoshi - Ai - Chris - Nick - Ashley - Maria - Steve - Luca - Helen - Anna - Sota - Tomoko - Abe - Megan - Ian - Vincenzo - Barbara - Siobhán | Difficulté Avancé - Daisuke - Ren - Fumiko - Misaki - Ryan - Oscar - Emily - Naomi - Michael - Marco - Kathrin - Elisa - Takashi - Hiromi - Cole - Holly - Fritz - Gabriele - Ursula - Giovanna | Difficulté Expert - Shinnosuke - Kentaro - Keiko - Rin - Jake - Theo - Hayley - Rachel - Martin - David - Silke - Eva - Shinta - Midori - Greg - Sandra - Rainer - Eduardo - Gabi - Susana | Difficulté Maître - Akira - Takumi - Yoko - Sakura - Matt - Tyrone - Jackie - Steph - Pierre - Víctor - Emma - Lucía - Hiromasa - Asami - George - Alisha - Eddy - Pablo - Stéphanie - Marisa |